# Radošić (Sinj)
 Radošić je naselje (selo) koje se nalazi uz sami grad Sinj. 

## Zemljopisni položaj
Naselje Radošić se nalazi na krškoj zaravni između brda Visoka i grada Sinja.
Naselje je poprilično razvučeno te se proteže nekih 3 kilometra u duljinu, prateći svojim zaselcima konfiguraciju terena pri brdu Visoka.

## Stanovništvo
| broj stanovnika | 299   | 365   | 320   | 354   | 370   | 412   | 434   | 436   | 543   | 628   | 694   | 632   | 612   | 605   | 602   | 686   | 681   |
|                 | 1857. | 1869. | 1880. | 1890. | 1900. | 1910. | 1921. | 1931. | 1948. | 1953. | 1961. | 1971. | 1981. | 1991. | 2001. | 2011. | 2021. |

## Povijest
U NOB-u tijekom Drugog svjetskog rata sudjelovalo je 36 stanovnika.